# Castres-Gironde
Castres-Gironde – miejscowość i gmina we Francji, w regionie Nowa Akwitania, w departamencie Żyronda.
Według danych na rok 1990 gminę zamieszkiwało 1349 osób, a gęstość zaludnienia wynosiła 194 osób/km² (wśród 2290 gmin Akwitanii Castres-Gironde plasuje się na 314. miejscu pod względem liczby ludności, natomiast pod względem powierzchni na miejscu 1284.).